# Wartość realna
Wartość realna (wartość urealniona)  − wyrażona w pieniądzu wartość uzyskana po dokonaniu korekty o wskaźnik inflacji, odzwierciedlający zmianę poziomu cen.